# (10010) Rudruna
(10010) Rudruna es un asteroide perteneciente al cinturón de asteroides descubierto por Nikolái Stepánovich Chernyj y Liudmila Ivánovna Chernyj el 9 de agosto de 1978 desde el Observatorio Astrofísico de Crimea, en Naúchni.

## Designación y nombre
Rudruna se designó al principio como 1978 PW3.
Posteriormente, en 2001, el nombre se compuso con las iniciales de la Rossijskij Universitet Druzhby Narodov.

## Características orbitales
Rudruna orbita a una distancia media de 2,464 ua del Sol, pudiendo acercarse hasta 2,106 ua y alejarse hasta 2,823 ua. Tiene una inclinación orbital de 6,433 grados y una excentricidad de 0,1454. Emplea en completar una órbita alrededor del Sol 1413 días. El movimiento de Rudruna sobre el fondo estelar es de 0,2548 grados por día.

## Características físicas
La magnitud absoluta de Rudruna es 14,3.